# Кузьминская (Верхнекокшеньгский сельсовет)
Кузьминская — деревня в Тарногском районе Вологодской области России. Входит в состав Тарногского сельского поселения, с точки зрения административно-территориального деления — в Верхнекокшеньгский сельсовет.

## География

### Географическое положение
Расстояние до районного центра Тарногского Городка по автодороге — 27 км. Ближайшие населённые пункты — Володинская, Верхнекокшеньгский Погост, Шалимовская, Слободинская, Александровская, Тюрдинская, Борисовская.

## История
С 1 января 2006 года по 8 апреля 2009 года входила в Кокшеньгское сельское поселение)

## Население
| 2010 |
| ---- |
| 28   |

### Гендерный и национальный состав
По переписи 2002 года население — 43 человека (19 мужчин, 24 женщины). Всё население — русские.